# Mihael Fidel Sreš
Mihael Fidel Sreš (madžarsko Szres Mihály), slovenski teolog, fizik, matematik, kulturnik in profesor, * 28. april 1885, Bratonci, Avstro-Ogrska (sedaj Slovenija), † 28. december 1959 Košice, Češkoslovaška (sedaj Slovaška)

## Življenje

### Biografija
Sreš se je rodil v Bratoncih v trdni šestčlanski kmečki družini očetu Janošu Srešu in materi Marjani Mlinarič. Rojstna vas in župnija je bila narodno zavedna. Mihaela - Miška so poslali starši v (madžarsko) meščansko šolo v Lendavo, kar je bila takrat v teh krajih prva stopnja šolanja pred gimnazijo. Leta 1900 je končal meščansko šolo, nato je odšel v Sombathely k premontrejcem. Tisti, ki so se posvetili pouku, so postali profesorji in tudi kanoniki (kanoniški red).
Po maturi je vstopil v premontrejski red, študiral teologijo in na peštanski univerzi matematiko in fiziko ter postal profesor. Sprejel je redovno ime Fidel (lat. Fidelis - zvesti), priimek pa so mu pomadžarili v Szanto (orač). Kot narodno zaveden Slovenec je pozneje, ko je služboval na Slovaškem, zopet uporabljal prvotni priimek Sreš.
Služboval je v Godöllöyju pri Budimpešti, v Jasovcu in v Košicah na Slovaškem (kjer je bil kasneje vrsto let tudi ekonom redovnih posestev za Slovaško) in kjer so ga kot panslavista l. 1945 internirali. Po izpustitvi iz zapora se je začel vračati k sorodnikom in prijateljem v Ljubljano, Bratonce, Mursko Soboto. Zaradi posledic taboriškega življenja je njegovo srce zgodaj omagalo. Umrl je v Košicah, kjer je tudi pokopan.

### Delovanje
Sreš se je odlikoval po širokem kulturnem obzorju. Prijateljeval in sodeloval je s Števanom Küharjem, Avgustom Pavlom, Ivanom Bašo, dekanom Ivanom Jeričem, pisal je poljudne članke iz svoje stroke v peštanski reviji za naravoslovje Urania. V težkih povojnih razmerah se je izgubila tudi njegova zapuščina, predvsem korespondenca s Š. Küharjem, Avgustom Pavlom in številnimi njegovimi prijatelji, ki so skrbeli za kulturni razvoj današnjega Prekmurja.